# Починали през април 2016
По-долу е даден списък на известни смъртни случаи през април 2016 година.
Те са изброени по ден и азбучен ред по фамилно име. Всяка бележка съдържа информация в следната последователност:
- Име, възраст, страна и причина за известност, причина за смъртта.

## Април 2016

### 1
- Карл-Робърт Амелн, 96, шведски мореплавател (1948 и 1952 Олимпийските игри).[1]
- Pratyusha Банерджи, 24, Индийска актриса, самоубийство чрез обесване.[2]
- Алън Картър, 86, британски държавен служител, директор на отдела за имиграция на Хонг конг (1983 – 1989).[3]
- Том Кофлин, 67, американски бизнес изпълнителен и осъден негодник (Волмарт).[4]
- Джордж Къри, 71, американски футболен треньор.[5]
- Майка Younousse Диенг, 76, Сенегальский писател.[6]
- Артър Гурского, 46, полски политик, депутат на Сейма (от 2005 година), левкемия.[7]
- Као Чинг-Юн, 87, тайвански бизнесмен (UNI-Председател на предприятие, корпорация).[8] (смърт обявено в този ден)
- Ричард C. Kem, 89, американската армия генерал-майор.[9]
- Емил Керес, 90, испански актьор и театрален режисьор.[10]
- Кларънс комплекс makwetu, 88, Южно-Африкански политик.[11]
- Хърбърт Теодор Милбърн, 84, американски съдия.[12]
- Карл Нордлинг, 85, шведски физик.[13]
- Марджъри Питърс, 97, американски бейзболен играч (AAGBPL).[14]
- Патриша Томпсън, 89, американски философ.[15]
- Андре Вилер, 85, френски фотограф.[16]
- Рон Уикс, 76, канадски NHL хокей на лед съдия, рак на черния дроб.[17]